# 阿爾梅里亞 (內布拉斯加州)
阿爾梅里亞（英語：Almeria）是位於美國內布拉斯加州盧普縣的非建制地區。

## 歷史
阿爾梅里亞的郵局於1884年設立，其後於1984年停運。

## 地理
阿爾梅里亞所處的海拔為高於海平面711米（即2333英呎），而該地所採用的時區為UTC-6，即北美中部时区（CST）。同時該地設有夏令時間，為UTC-6調快一小時，即UTC-5（CDT）。